# يان غرافلاند
يان غرافلاند (بالهولندية: Jan Graafland)‏ (16 أبريل 1909 - تاريخ الوفاة غير معلوم) لاعب كرة قدم هولندي راحل كان يجيد اللعب في خط الهجوم.
لعب طوال مسيرته الرياضية في نادي إتش بي إس كريينهوت.
شارك مع منتخب هولندا في بطولة كأس العالم 1934 في إيطاليا حيث خرج من الدور الثمن النهائي.

## وصلات خارجية
- يان غرافلاند على موقع الاتحاد الدولي (مؤرشف)  (الإنجليزية)
- يان غرافلاند على موقع Soccerway.com (الإنجليزية)
- يان غرافلاند على موقع عالم كرة القدم.نت (الإنجليزية)
- هذا سيرة ذاتية